# (461) Саския
(461) Саския (нидерл. Saskia) — астероид главного пояса, входящий в состав семейства Фемиды. Он был открыт 22 октября 1900 года немецким астрономом Максом Вольфом в обсерватории Хайдельберг в Германии и назван в честь Саскии ван Эйленбюрх, жены знаменитого голландского художника Рембрандта, которую он изобразил на многих своих картинах.

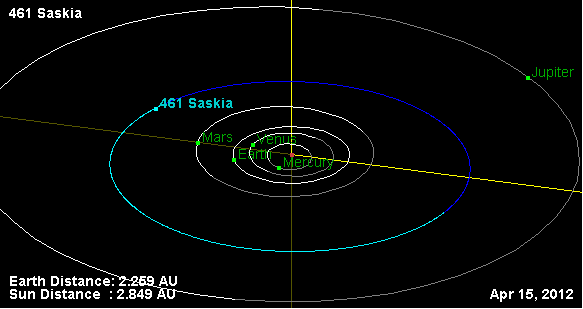
Орбита астероида Саския и его положение в Солнечной системе